# Кокава на Римавици
Кокава на Римавици (слч. Kokava nad Rimavicou) насељено је мјесто са административним статусом сеоске општине (слч. obec) у округу Полтар, у Банскобистричком крају, Словачка Република.

## Становништво
| Година:    | 1994. | 2004.   | 2014.   | 2024.   |
| ---------- | ----- | ------- | ------- | ------- |
| Број људи: | 3167  | 3118    | 2971    | 2703    |
| Разлика:   |       | -1,54 % | -4,71 % | -9,02 % |

| Година:    | 2023. | 2024.   |
| ---------- | ----- | ------- |
| Број људи: | 2737  | 2703    |
| Разлика:   |       | -1,24 % |

Према подацима о броју становника из 2011. године насеље је имало 3.026 становника.